# CIM-11
La CIM-11 és l'onzena revisió de la Classificació Internacional de Malalties (CIM). Substitueix la CIM-10 com a estàndard mundial per registrar la informació de salut i les causes de mort. La CIM és desenvolupada i actualitzada anualment per l'Organització Mundial de la Salut (OMS). El desenvolupament de la CIM-11 va començar l'any 2007 i va abastar més d'una dècada de treball, en la qual van participar més de 300 especialistes de 55 països dividits en 30 grups de treball, amb 10.000 propostes addicionals de persones entre tots. arreu del món. Després d'una versió alfa el maig de 2011 i un esborrany beta el maig de 2012, es va publicar una versió estable de la CIM-11 el 18 de juny de 2018 i aprovada oficialment per tots els membres de l'OMS durant la 72a Assemblea Mundial de la Salut el 25 de maig de 2019.
La CIM-11 és una gran ontologia que consta d'unes 85.000 entitats, també anomenades classes o nodes. Una entitat pot ser qualsevol cosa que sigui rellevant per a l'atenció sanitària. Normalment, representa una malaltia o un patogen, però també pot ser un signe o un símptoma aïllats o una anomalia (de desenvolupament) del cos. També hi ha classes per motius de contacte amb els serveis sanitaris, circumstàncies socials del pacient i causes externes de lesió o mort. La CIM-11 forma part de l'OMS-FIC (de l'anglès Family of International Classifications), una família de classificacions mèdiques. L'OMS-FIC conté el Component de la Fundació, que comprèn totes les entitats de totes les classificacions aprovades per l'OMS. La Fundació és el nucli comú del qual es deriven totes les classificacions. Per exemple, la CIM-O és una classificació derivada optimitzada per al seu ús en oncologia. La derivada principal de la Fundació s'anomena CIM-11 MMS (de l'anglès Mortality and Morbidity Statistics, o estadístiques de mortalitat i morbiditat), i és aquest sistema el que s'anomena comunament simplement "la CIM-11". Tant el Component de la Fundació com les MMS de la CIM-11 es poden veure en línia al lloc web de l'OMS. La CIM-11 es distribueix sota una llicència Creative Commons BY-ND.
La CIM-11 va entrar oficialment en vigor l'1 de gener de 2022. L'11 de febrer, l'OMS va afirmar que 35 països estaven utilitzant la CIM-11.
Una plataforma de propostes en línia permet als usuaris enviar suggeriments basats en evidències per a la millora de la CIM-11.

## Capítols
A continuació es mostra una llista de tots els capítols de la CIM-11 MMS, la linealització primària del Component de la Fundació.
| 1. 1A00–1H0Z Determinades malalties infeccioses o parasitàries 2. 2A00–2F9Z Neoplàsies 3. 3A00–3C0Z Malalties de la sang o dels òrgans sanguinis 4. 4A00–4B4Z Malalties del sistema immunitari 5. 5A00–5D46 Malalties endocrines, nutricionals o metabòliques 6. 6A00–6E8Z Trastorns mentals, del comportament o del neurodesenvolupament 7. 7A00–7B2Z Trastorns del son-vigília 8. 8A00–8E7Z Malalties del sistema nerviós 9. 9A00–9E1Z Malalties del sistema visual 10. AA00–AC0Z Malalties de l'oïda o procés mastoide 11. BA00–BE2Z Malalties de l'aparell circulatori 12. CA00–CB7Z Malalties de l'aparell respiratori 13. DA00–DE2Z Malalties de l'aparell digestiu 14. EA00–EM0Z Malalties de la pell | 1. FA00–FC0Z Malalties de l'aparell locomotor o del teixit connectiu 2. GA00–GC8Z Malalties de l'aparell genitourinari 3. HA00–HA8Z Trastorns relacionats amb la salut sexual 4. JA00–JB6Z Embaràs, part o puerperi 5. KA00–KD5Z Determinades afeccions originades en el període perinatal 6. LA00–LD9Z Anomalies del desenvolupament 7. MA00–MH2Y Símptomes, signes o troballes clíniques, no classificades en cap altre lloc 8. NA00–NF2Z Lesions, intoxicacions o determinades altres conseqüències de causes externes 9. PA00–PL2Z Causes externes de morbiditat o mortalitat 10. QA00–QF4Z Factors que influeixen en l'estat de salut o el contacte amb els serveis sanitaris 11. RA00–RA26 Codis per a finalitats especials 12. SA00–SJ3Z Capítol suplementari de trastorns en medicina tradicional - Mòdul I 13. VA00–VC50 Secció suplementària per a l'avaluació del funcionament (d'acord amb l'OMS-DAS 2) 14. X...–X... Codis d'extensió ("component de terminologia" de la CIM-11) |